# Emīls Liepiņš
Emīls Liepiņš (Dobele, 29 de octubre de 1992) es un ciclista profesional letón miembro del equipo Q36.5 Pro Cycling Team.

## Palmarés
2018
- Porec Trophy[2]
- 1 etapa del Istrian Spring Trophy
- Flecha de Heist
- Baltic Chain Tour, más 1 etapa

2019
- 1 etapa de la Settimana Coppi e Bartali[3]
- 3.º en el Campeonato de Letonia Contrarreloj

2021
- 2.º en el Campeonato de Letonia Contrarreloj

2022
- 3.º en el Campeonato de Letonia Contrarreloj
- Campeonato de Letonia en Ruta

2023
- 3.º en el Campeonato de Letonia Contrarreloj
- Campeonato de Letonia en Ruta

2024
- 2.º en el Campeonato de Letonia Contrarreloj
- Campeonato de Letonia en Ruta

## Resultados en Grandes Vueltas y Campeonatos del Mundo
| Carrera         | Carrera         | 2011 | 2012 | 2013 | 2014 | 2015 | 2016 | 2017 | 2018 | 2019 | 2020  | 2021 | 2022 | 2023 | 2024 | 2025  |
| --------------- | --------------- | ---- | ---- | ---- | ---- | ---- | ---- | ---- | ---- | ---- | ----- | ---- | ---- | ---- | ---- | ----- |
|                 | Giro de Italia  | —    | —    | —    | —    | —    | —    | —    | —    | —    | —     | —    | —    | —    | —    | 131.º |
|                 | Tour de Francia | —    | —    | —    | —    | —    | —    | —    | —    | —    | —     | —    | —    | —    | —    | —     |
|                 | Vuelta a España | —    | —    | —    | —    | —    | —    | —    | —    | —    | 124.º | —    | —    | —    | —    | —     |
| Mundial en Ruta | Mundial en Ruta | —    | —    | —    | —    | —    | —    | —    | —    | Ab.  | —     | 52.º | 58.º | 29.º | Ab.  | —     |

—: no participa
Ab.: abandono